# Не гони волну
«Не гони волну» (англ. Don't Make Waves) — фильм режиссёра Александра Маккендрика. Экранизация произведения, автор которого — Айра Уоллак.

## Сюжет
Карло приезжает на отдых в Малибу. Подъехав к пляжу, он оставляет свою машину на возвышении. Внизу Лора бросает свою картину в море, подходит к своей машине, которая стоит рядом с машиной Карло, и уезжает, но при этом цепляет машину Карло. Машина начинает ехать вниз и в итоге сваливается с обрыва и ломается. Лора начинает обвинять его во всех смертных грехах и, в припадке злости, бросает сигарету на землю. Сигарета падает на бумаги, которые загораются. Огонь перекидывается на машину, и она сгорает.
Лора приглашает Карло к себе домой. На ночь ему приходится остаться в доме у Лоры, а завтра она, как сказала, поговорит с боссом, чтобы достать Карло страховку.
Среди ночи Карло будит стук в дверь и голос, выкрикивающий: «Лора!» Карло прячется, а Лора открывает дверь. На пороге стоит её возлюбленный Род, у которого есть жена. Род находит его и думает, что он частный сыщик, которого наняла его жена, но Лора всё объясняет, знакомя мужчин друг с другом. Род выставляет Карло за дверь.
На следующий день Карло приходит на пляж. В море его сбивают серфингистки, а затем выносят из воды. Одна из них делает Карло искусственное дыхание. Лора замечает Карло и снова приводит в свой дом. Она узнаёт, что машина Карло принадлежала правительству и из-за этого страховка ещё не готова, её придётся подождать некоторое время.
Так начинается роман Карло и Лоры.

## В ролях
- Тони Кёртис — Карло Кофилд
- Клаудия Кардинале — Лаура Калифатти
- Роберт Уэббер — Род Прескотт
- Джоэнна Барнс — Диана Прескотт
- Шэрон Тейт — Малибу
- Дэвид Дрэйпер — Гарри Холлард
- Чина Ли — официантка (в титрах не указана)